# 1459
1459 је била проста година.

## Догађаји
- Стефан Томашевић (1438 — крај јуна 1463) владар из династије Котроманића, постаје деспот Србије, а затим и краљ Босне, Приморја, Хумске земље, Доњих Краја, Усоре, Соли, Подриња и Западних страна. Током своје краткотрајне владавине пред турском опасношћу, грчевито је бранио и Српску деспотовину, а потом и Краљевину Босну. Међутим, након што му је понуђен мир и гарантован живот, погубљен је на превару од стране турског султана Мехмеда II Освајача.

### Јун
- 20. јун — Турци улазе у небрањено Смедерево и Српска деспотовина престаје да постоји, и већина битака између Угарске и Османлија се води у Србији. То доводи до великог исељавања Срба у Угарску.